# Westafrikanische Gaspipeline
Die Westafrikanische Gaspipeline (englisch West African Gas Pipeline) (WAGP) ist ein zu großen Teilen vor der westafrikanischen Küste unter Wasser verlaufendes Pipelinesystem. Es versorgt die Staaten Benin, Togo und Ghana mit Erdgas aus Nigeria.

## Geschichte
Bereits 1982 schlug die Westafrikanische Wirtschaftsgemeinschaft (Ecowas) die Errichtung einer entsprechenden Gaspipeline vor, ohne dass dieses umgesetzt worden wäre. Konkreter Anlass zum Bau wurde eine Energiekrise, die Benin, Togo und Ghana in den Jahren 1997 und 1998 ereilte. Im August 1998 beschlossen die drei Länder, Nigeria als potentieller Lieferant sowie die Energieunternehmen Chevron und Shell, eine Machbarkeitsstudie in Auftrag zu geben. In der Folge vereinbarten die vier beteiligten Staaten die Umsetzung des Projektes. Der Baubeginn war 2005, die Fertigstellung 2006. Die Inbetriebnahme hätte im Dezember 2007 erfolgen sollen, verzögte sich aber mehrfach, unter anderem, weil die Zuführungstrassen in Nigeria defekt waren. Im Dezember 2008 erreichte erstmals Erdgas den Endpunkt in Ghana, im März 2011 nahm die Anlage ihren kommerziellen Betrieb auf.

## Verlauf
Die Pipeline nimmt ihren Ausgangspunkt am Itoki Natural Gas Export Terminal. Hier besteht Anschluss an die 1989 fertiggestellte Escravos-Lagos Pipeline (ELP), die die WAGP mit Erdgas aus dem Escravos-Gebiet speist. Die WAGP führt zunächst über 56 Kilometer in südwestlicher Richtung, ehe sie in der Nähe von Lagos in den Golf von Guinea, ein Nebenmeer des Atlantiks, abtaucht. Nach wenigen Kilometern knickt sie nach Westen ab und folgt der Küstenlinie in einem Abstand zwischen 6,5 und 32,5 Kilometern und einer durchschnittlichen Tiefe von 35 Metern. Nach einer Strecke von 569 Kilometern unter Wasser endet die Haupttrasse östlich von Takoradi an der Takoradi Power Plant. Drei untermeerische Abzweigungen führen nach Tema (14 km), Lomé (19 km) und Cotonou (13 km). Die Gesamtlänge des Systems beträgt 678 Kilometer.
Eine Verlängerung der Trasse entlang der afrikanischen Küste bis nach Marokko als Afrika-Atlantik-Pipeline ist geplant. Sie soll auf ihrem Weg auch die übrigen an der afrikanischen Küste gelegenen Staaten beliefern.

## Technische Daten
Die untermeerische Haupttrasse hat einen Durchmesser von ca. 0,5 m (20 Inch), die Abzweigstrecken nach Tema ca. 0,46 m (18 Inch) und nach Cotonou und Lome ca. 0,2 m (8 Inch). Der über Land verlaufende Anfangsteil weist einen Durchmesser von ca. 0,76 m (30 Inch) auf. Die Transportleistung lag anfangs bei 170 Millionen standard cubic feet per day (mmscfd), 2017 liegt sie bei 474 mmscfd. Transportiert wird gereinigtes und komprimiertes Erdgas: 85 % hiervon sind für die Stromerzeugung vorgesehen, der Rest für sonstige industrielle Bedürfnisse.

## Besitzverhältnisse
Besitzer und Betreiber ist die West African Gas Pipeline Company Limited (WAPCo) mit Sitz in der ghanaischen Hauptstadt Accra, ein Joint Venture aus privaten und staatlichen Unternehmen. Eigentümer sind, Stand Mitte 2017:
- Chevron West African Gas Pipeline Ltd (36,9 %)
- Nigerian National Petroleum Corporation (24,9 %)
- Shell Overseas Holdings Limited (17,9 %)
- Takoradi Power Company Limited (16,3 %)
- Societe Togolaise de Gaz (2 %)
- Societe BenGaz S.A. (2 %).

Zuständige Aufsichtsbehörde ist die West African Gas Pipeline Authority (WAGPA) mit Sitz in Abuja.